# اسپاگتی و کوفته قلقلی

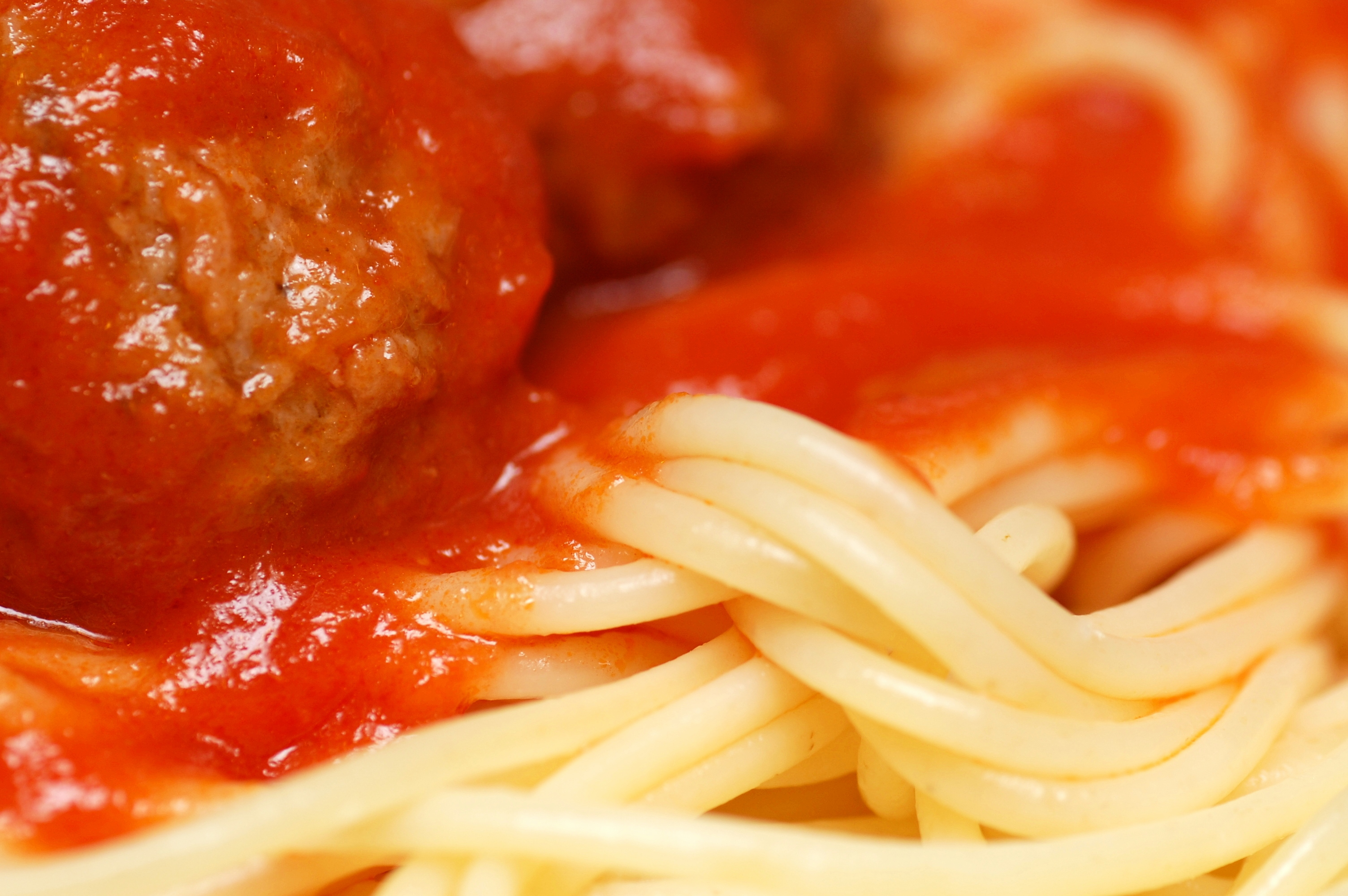
نمای نزدیک از اسپاگتی و کوفته قلقلی

اسپاگتی و کوفته یا اسپاگتی با کوفته یک خوراک ایتالیایی-آمریکایی است که متشکل از اسپاگتی ، سس گوجه فرنگی و کوفته است . بیشترین شباهت آن به غذای ایتالیایی "maccheroni alla chitarra con polpette" است . 

اسپاگتی و کوفته از ابتکارات مهاجران ایتالیایی در شهر نیویورک بود که به گوشت بسیار بیشتری نسبت به ایتالیا دسترسی داشتند.  

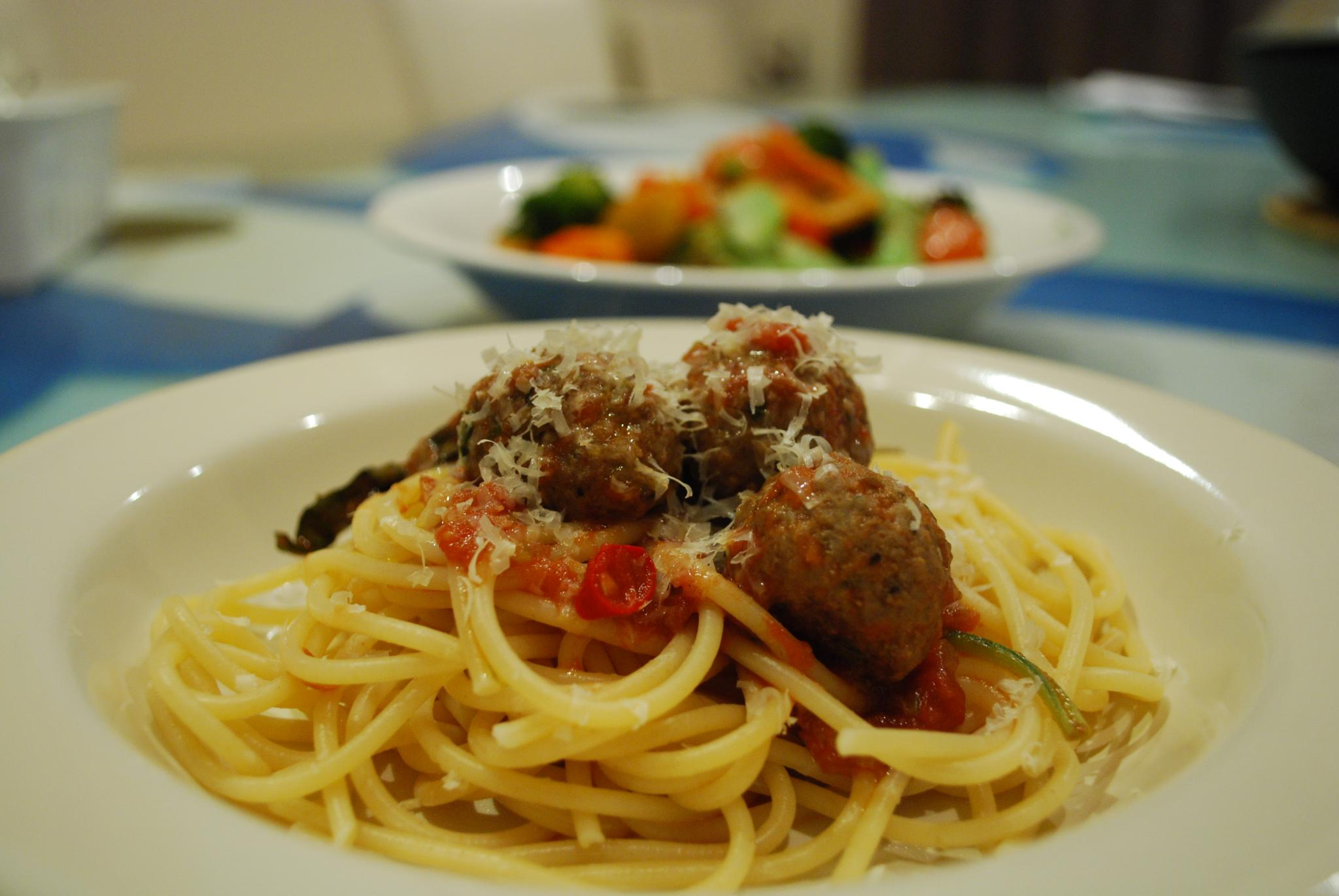
اسپاگتی و کوفته خانگی
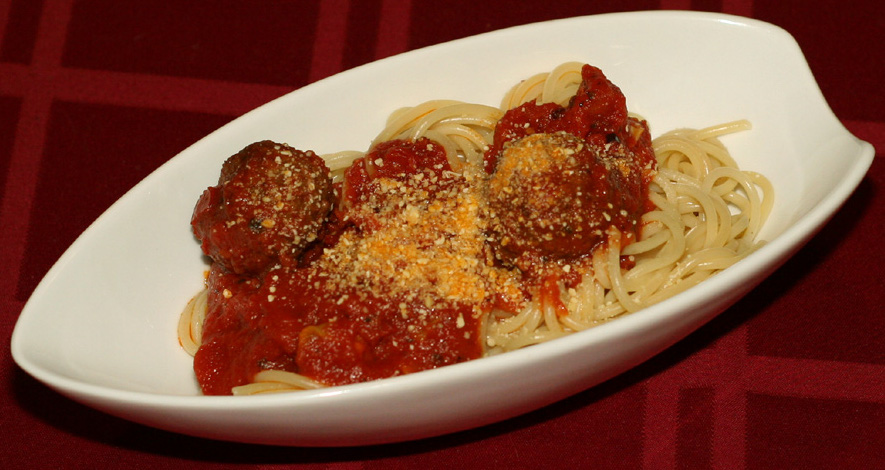
ارائه رستورانی اسپاگتی و کوفته با  پنیر پارمزان  .